# Kosuke Matsuura
Kosuke Matsuura (Japans: 松浦孝亮) (Aichi, 4 september 1979) is een Japans autocoureur. 

## Carrière
Matsuura reed in 2001 en 2002 het Duitse Formule 3 kampioenschap. In 2002 won hij twee races en eindigde op een tweede plaats in het kampioenschap. In 2003 stapte hij over naar het Formula Renault kampioenschap, waar hij dat jaar drie races won en derde eindigde in de eindstand.
In 2004 maakte hij de overstap naar de Verenigde Staten om er te gaan racen in de IndyCar Series. Hij reed vier volledige seizoenen in deze raceklasse. Hij finishte drie keer op een top 5 plaats in een race. Hij werd vierde op de Kentucky Speedway in 2004, vierde op de Michigan International Speedway in 2007 en vijfde op het circuit Belle Isle Park, eveneens in 2007. In 2004 won hij de trofee Rookie of the Year en Indianapolis 500 Rookie of the Year. 
In 2008 reed hij in zijn thuisland het Formule Nippon kampioenschap. Hij won een race op de Fuji Speedway en eindigde op een achttiende plaats in het kampioenschap. In 2009 keerde hij eenmalig terug naar de IndyCar Series. Hij reed een thuisrace op de Twin Ring Motegi voor Conquest Racing, maar eindigde pas op de zeventiende plaats op vijf ronden van winnaar Scott Dixon.

## Resultaten
IndyCar Series resultaten (aantal gereden races, aantal maal in de top 5 van een race, eindpositie kampioenschap en punten)
| Jaar | Races | 1ste | 2de | 3de | 4de | 5de | Rang | Ptn |
| ---- | ----- | ---- | --- | --- | --- | --- | ---- | --- |
| 2004 | 16    | -    | -   | -   | 1   | -   | 14   | 280 |
| 2005 | 17    | -    | -   | -   | -   | -   | 14   | 320 |
| 2006 | 14    | -    | -   | -   | -   | -   | 13   | 273 |
| 2007 | 17    | -    | -   | -   | 1   | 1   | 16   | 303 |
| 2009 | 1     | -    | -   | -   | -   | -   | 36   | 13  |

#### Indianapolis 500
| Jaar | Chassis | Motor | Start | Finish | Team                         |
| ---- | ------- | ----- | ----- | ------ | ---------------------------- |
| 2004 | G-Force | Honda | 9     | 11     | Super Aguri Fernandez Racing |
| 2005 | Panoz   | Honda | 8     | 17     | Super Aguri Fernandez Racing |
| 2006 | Dallara | Honda | 7     | 15     | Super Aguri Fernandez Racing |
| 2007 | Dallara | Honda | 17    | 16     | Super Aguri/Panther          |